# L’Oie
L’Oie ist eine französische Gemeinde mit 1.264 Einwohnern (Stand: 1. Januar 2022) im Département Vendée in der Region Pays de la Loire. Sie gehört zum Arrondissement La Roche-sur-Yon und ist Mitglied im Gemeindeverband Communauté de communes du Pays de Saint-Fulgent Les Essarts. Die Einwohner werden Oyens und Oyennes genannt.

## Geografie

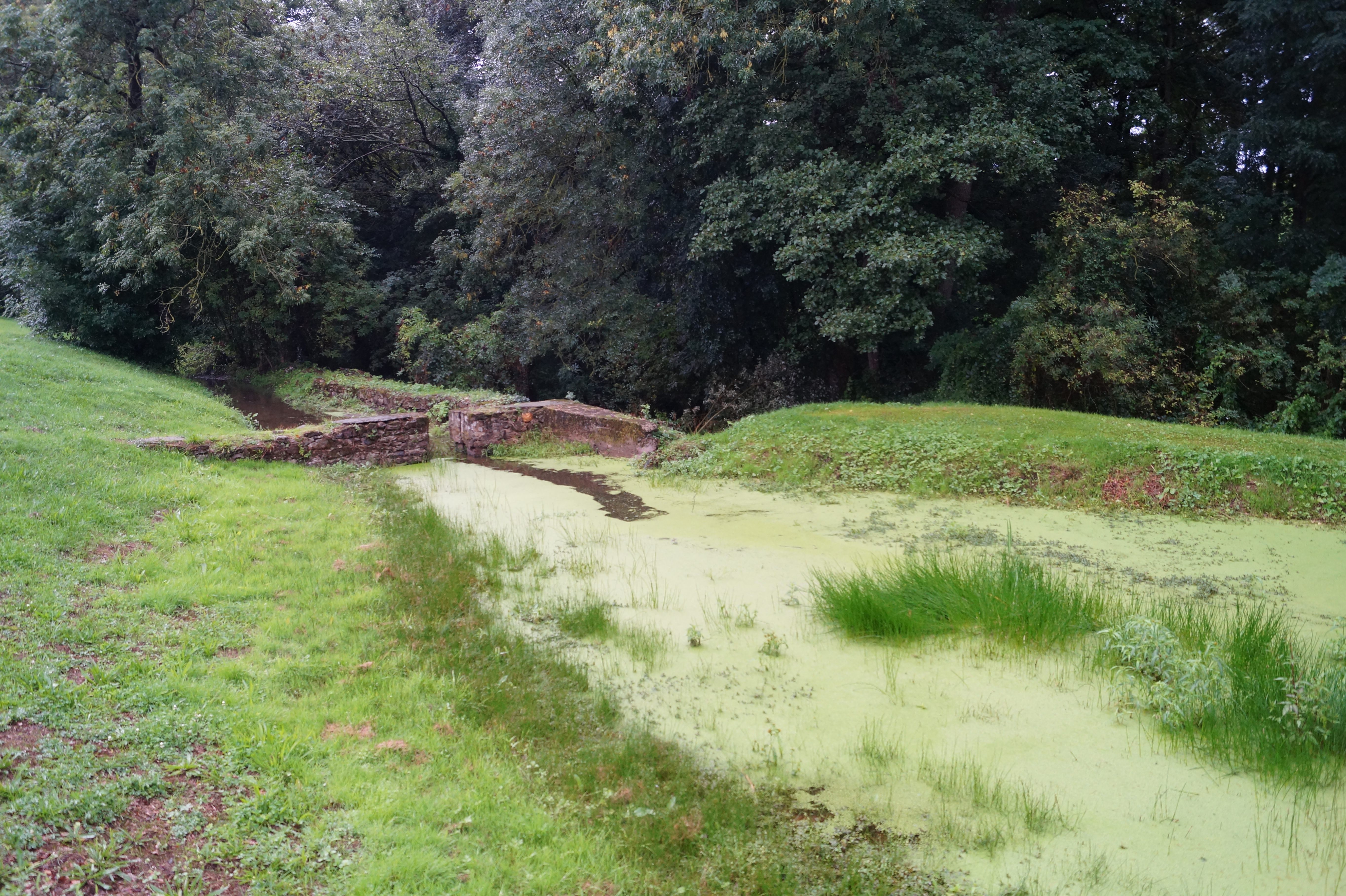
Fluss Le Parc bei der Mühle

L’Oie liegt in der Région naturelle Bocage vendéen etwa 27 Kilometer nordöstlich von La Roche-sur-Yon. Der Fluss Le Parc oder auch La Riamberge genannt, ein Zufluss des Petit Lay, bildet abschnittsweise die natürliche Grenze zur Nachbargemeinde Mouchamps teilweise zum Étang de la Haute Riviére aufgestaut und durchquert das Gemeindegebiet, bevor er abschnittsweise die natürliche Grenze zur Nachbargemeinde Sainte-Cécile bildet.
Umgeben wird L’Oie von den vier Nachbargemeinden:
|                 | Vendrennes                                  |           |
| Sainte-Florence | Kompassrose, die auf Nachbargemeinden zeigt | Mouchamps |
| Sainte-Cécile   |                                             |           |

## Geschichte
Die Gemeinde wurde erstmals 1895 durch Herauslösung ihres Gebiets aus der Nachbargemeinde Sainte-Florence gegründet.
Der Erlass des Präfekten vom 5. Oktober 2015 legte mit Wirkung zum 1. Januar 2016 die Eingliederung von L’Oie als Commune déléguée zusammen mit den früheren Gemeinden Boulogne, Les Essarts und Sainte-Florence zur neuen Commune nouvelle Essarts en Bocage fest.
Gemäß dem Erlass des Präfekten vom 19. Oktober 2023 wurde L’Oie mit Wirkung vom 1. Januar 2024 aus der Commune nouvelle herausgelöst und ist seitdem wieder eine selbstständige Gemeinde.

## Bevölkerungsentwicklung
| L’Oie: Einwohnerzahlen von 1896 bis 2021                                                                                   | L’Oie: Einwohnerzahlen von 1896 bis 2021 | L’Oie: Einwohnerzahlen von 1896 bis 2021 | L’Oie: Einwohnerzahlen von 1896 bis 2021 | L’Oie: Einwohnerzahlen von 1896 bis 2021 |
| --- | ---------------------------------------- | ---------------------------------------- | ---------------------------------------- | ---------------------------------------- |
| Jahr |                                          |                                          |                                          | Einwohner                                |
| 1896 | 1896                                     |                                          | 854                                      | 854                                      |
| 1901 | 1901                                     |                                          | 877                                      | 877                                      |
| 1906 | 1906                                     |                                          | 854                                      | 854                                      |
| 1911 | 1911                                     |                                          | 826                                      | 826                                      |
| 1921 | 1921                                     |                                          | 749                                      | 749                                      |
| 1926 | 1926                                     |                                          | 743                                      | 743                                      |
| 1931 | 1931                                     |                                          | 738                                      | 738                                      |
| 1936 | 1936                                     |                                          | 738                                      | 738                                      |
| 1946 | 1946                                     |                                          | 764                                      | 764                                      |
| 1954 | 1954                                     |                                          | 736                                      | 736                                      |
| 1962 | 1962                                     |                                          | 741                                      | 741                                      |
| 1968 | 1968                                     |                                          | 711                                      | 711                                      |
| 1975 | 1975                                     |                                          | 713                                      | 713                                      |
| 1982 | 1982                                     |                                          | 752                                      | 752                                      |
| 1990 | 1990                                     |                                          | 852                                      | 852                                      |
| 1999 | 1999                                     |                                          | 835                                      | 835                                      |
| 2006 | 2006                                     |                                          | 1.018                                    | 1.018                                    |
| 2013 | 2013                                     |                                          | 1.194                                    | 1.194                                    |
| 2021 | 2021                                     |                                          | 1.259                                    | 1.259                                    |
| Quelle(n): EHESS/Cassini bis 1999, INSEE ab 2006 Anmerkung(en): Ab 1962 offizielle Zahlen ohne Einwohner mit Zweitwohnsitz |                                          |                                          |                                          |                                          |

## Sehenswürdigkeiten
- Kirche Saint-Joseph aus dem 19. Jahrhundert
- Reste der Burg L’Hébergement-Hydreau
- Mühle

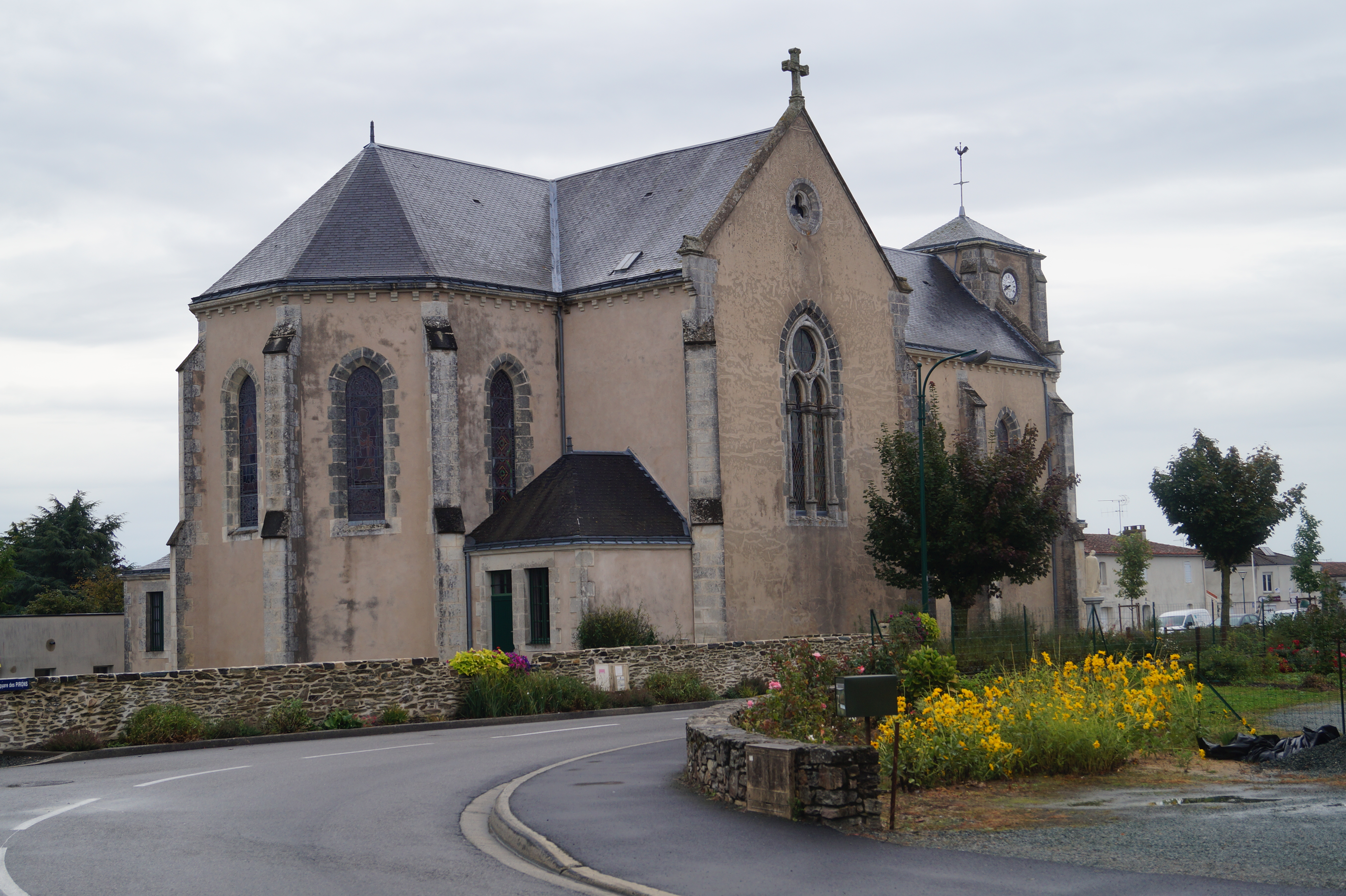
Kirche Saint-Joseph
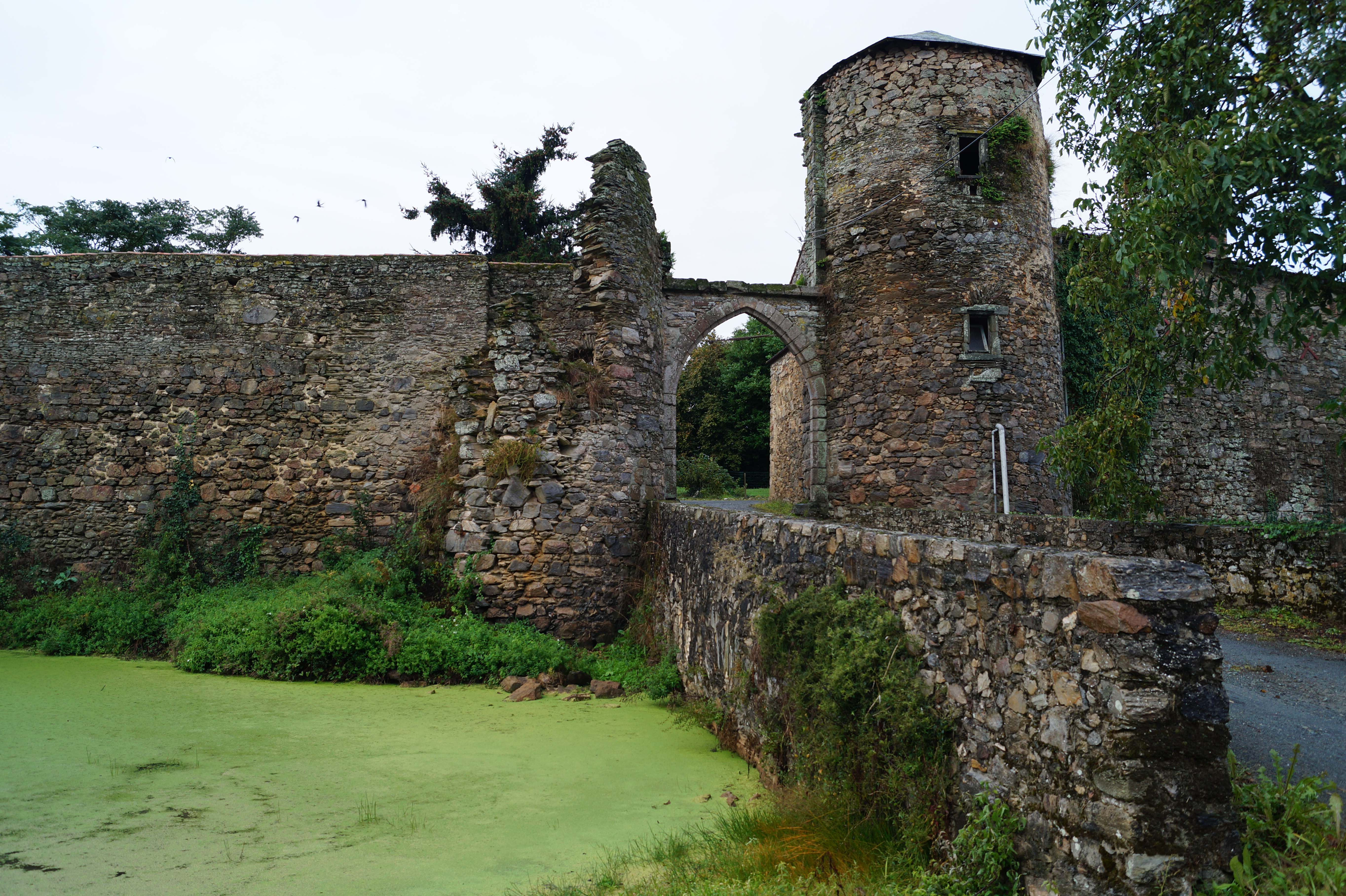
Reste der Burg L’Hébergement-Hydreau

## Bildung
Die Gemeinde verfügt über eine private Vor- und Grundschule „Saint-Joseph“.

## Wirtschaft
L’Oie liegt in den Zonen AOC der Butter mit den Appellationen
- Beurre Charentes-Poitou,
- Beurre des Charentes und
- Beurre des Deux Sèvres.[8]

## Verkehr
Die Departementsstraße 137, die ehemalige Route nationale 137, durchquert die Gemeinde von Nordwest nach Südost und verbindet sie mit Nantes im Norden und La Rochelle im Süden. In der Nähe des Zentrums von Sainte-Florence kreuzt sie die Departementsstraße 160, die ehemalige Route nationale 160, die in südwestlicher Richtung nach La Roche-sur-Yon über Essarts en Bocage und in nordöstlicher Richtung nach Cholet über Vendrennes geführt wird. Nächstgelegener Zugang zum Autobahnnetz ist die Anschlussstelle zur Autoroute A 83 über die Departementsstraße 160 in etwa sechs Kilometer Entfernung.  Weitere Land- und lokale Departementsstraßen führen zu weiteren Nachbargemeinden von L’Oie.
Zwei Buslinien des öffentlichen Transportnetzes Aléop der Region Pays de la Loire von Cholet nach La Roche-sur-Yon und von Chantonnay nach Montaigu-Vendée verbinden L’Oie mit anderen Gemeinden der Region und zu Bahnhöfen der SNCF.